# Guillermo Cano Internationale Prijs voor Persvrijheid
De Guillermo Cano Internationale Prijs voor Persvrijheid (Engels: Guillermo Cano World Press Freedom Prize) is een prijs van de UNESCO die sinds 1997 jaarlijks uitgereikt wordt aan een verdediger van de persvrijheid.

## Achtergrond
De Guillermo Cano-prijs werd opgezet om een persoon, organisatie of instituut te eren die waar ook ter wereld een buitengewone bijdrage heeft geleverd aan de bescherming en bevordering van persvrijheid, in het bijzonder wanneer z/hij dit deed onder gevaarlijke omstandigheden.
De prijs is gedoteerd met 25.000 dollar en wordt jaarlijks uitgereikt op 3 mei tijdens de Internationale Dag van de Persvrijheid. Elk jaar kiest de directeur-generaal van de UNESCO een jury van 14 nieuwsprofessionals die een winnaar uitkiezen uit de vele nominaties die zijn ingeleverd door lidstaten en door niet-gouvernementele organisaties op het gebied van persvrijheid.
De prijs werd genoemd naar Guillermo Cano Isaza, de redacteur van de Colombiaanse krant El Espectador. Hij was een luidruchtig criticus over de drugsbaronnen in het land en werd op 17 december 1986 in Bogota vermoord.

## Prijswinnaars
| Jaar | prijswinnaar                                        | land                 |
| ---- | --------------------------------------------------- | -------------------- |
| 1997 | Gao Yu                                              | Volksrepubliek China |
| 1998 | Chris Anyanwu                                       | Nigeria              |
| 1999 | Jesús Blancornelas                                  | Mexico               |
| 2000 | Nizar Nayyouf                                       | Syrië                |
| 2001 | Win Tin                                             | Myanmar              |
| 2002 | Geoffrey Nyarota                                    | Zimbabwe             |
| 2003 | Amira Hass                                          | Israël               |
| 2004 | Raúl Rivero Castañeda                               | Cuba                 |
| 2005 | Cheng Yizhong                                       | Volksrepubliek China |
| 2006 | May Chidiac                                         | Libanon              |
| 2007 | Anna Politkovskaja (postuum)                        | Rusland              |
| 2008 | Lydia Cacho                                         | Mexico               |
| 2009 | Lasantha Wickramatunga (postuum)                    | Sri Lanka            |
| 2010 | Mónica González Mujica                              | Chili                |
| 2011 | Ahmad Zeidabadi                                     | Iran                 |
| 2012 | Ejnula Fatulajev                                    | Azerbeidzjan         |
| 2013 | Reeyot Alemu                                        | Ethiopië             |
| 2014 | Ahmet Şık                                           | Turkije              |
| 2015 | Mazen Darwish                                       | Syrië                |
| 2016 | Khadija Ismailova                                   | Azerbeidzjan         |
| 2017 | Dawit Isaak                                         | Zweden               |
| 2021 | Maria Ressa                                         | Filipijnen           |
| 2022 | Belarussische Journalistenvereniging                | Belarus              |
| 2023 | Niloofar Hamedi, Elaheh Mohammadi, Narges Mohammadi | Iran                 |